# Palais des congrès de Paris
A Palais des congrès de Paris Párizs 17. kerületében található, a főváros üzleti, kongresszusi és kiállítási központja, amely a Porte Maillot-nál található, Párizs, a Bois de Boulogne és Neuilly-sur-Seine határán. A Kongresszusi Palota (Palais des Congrès) ugyanahhoz a komplexumhoz tartozik, mint egy felhőkarcoló, a Hôtel Hyatt Regency Paris Étoile.
A Kongresszusi Palota, ahogy a neve is sugallja, elsősorban egy jelentős kereskedelmi központ csarnokokkal, üzletekkel, éttermekkel, tárgyalókkal és kiállítóterekkel.